# Desa Tempuran (administrativ by i Indonesien, Jawa Timur, lat -7,82, long 112,83)
Desa Tempuran är en administrativ by i Indonesien.   Den ligger i provinsen Jawa Timur, i den västra delen av landet, 700 km öster om huvudstaden Jakarta.